# الفريدة في حساب الفريضة
الفريدة في حساب الفريضة كتاب حول علم الفرائض ألّفه الشيخ محمد نسيب البيطار قاضي شرعي القدس الأسبق وصدر في ثلاث طبعات، صدرت الطبعة الأولى في 30 سبتمبر عام 1931 بالقدس والثانية عام 1978 في عمّان والثالثة عام 1980 على نفقة وزارة الأوقاف في دولة الإمارات العربية المتحدة.

## مضمون الكتاب
يشتمل الكتاب على:
1. أحكام الإرث بالأدلة وتقسيم الميراث وعلى تقسيم القيراط وكسوره.
2. على كيفية قسمة التركات على الورثة والغرماء.
3. على أحكام الوصايا المتعلقة بالتركات وتقسيم الإرث مع الوصية باختلاف أنواعها.
4. فيه كتاب بأحكام الانتقال وكيفية قسمة الأراضي الأميرية.
5. مسائل حسابية مهمة ومتنوعة تشير إلى مختلف الحالات تتعلق بقسمة الإرث وبتوحيد الحصص المختلفة في قيود الطابو (دائرة سجلات الأراضي والعقار).

## مواقع خارجية
- وزارة الثقافة والشباب وتنمية المجتمع (الإمارات العربية المتحدة)
- مكتبة النجاح
- كتاب بديا